# Minstead
Minstead est un village et une paroisse civile dans le district du New Forest, dans le comté du Hampshire, en Angleterre. 

## Vue d'ensemble
Le village est situé dans la New Forest, à environ 3 kilomètres au nord de Lyndhurst, siège du conseil de district de New Forest.
Au recensement de 2011, il comptait 685 habitants.
La majeure partie de la zone paroissiale est constituée d'un ensemble de forêts, de landes, de prairies acides, de garrigues et de tourbières, qui abritent une grande diversité d'espèces sauvages.
À un kilomètre au nord du village, à Lower Canterton se trouve la Rufus Stone, censée marquer l'endroit où le roi Guillaume le Roux (William Rufus en anglais) a été tué par une flèche au cours d'une partie de chasse, en 1100.
À Furzey Gardens, se trouvent un peu plus de 3 ha de jardins paysagers contenant de nombreuses plantes rares, une galerie ouverte au public de mars à octobre, une cabane dans les arbres et une aire de jeux pour les enfants.

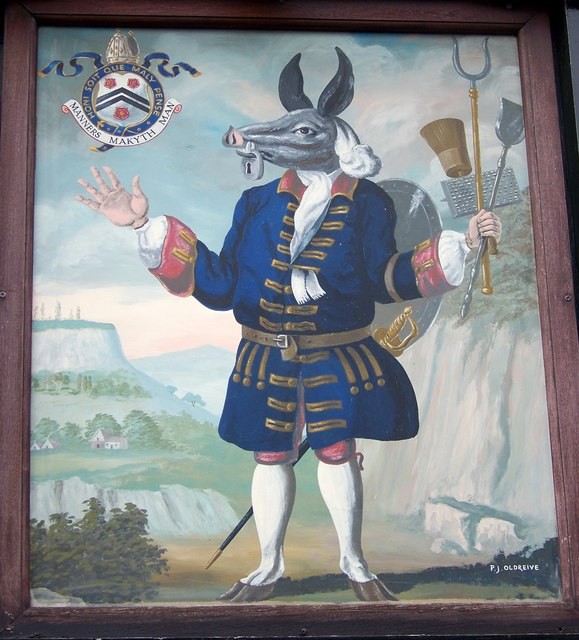
Panneau de l'auberge du Trusty Servant.
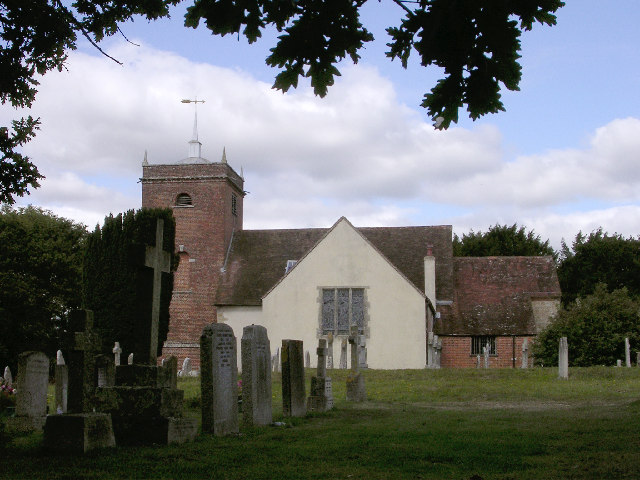
L'église.
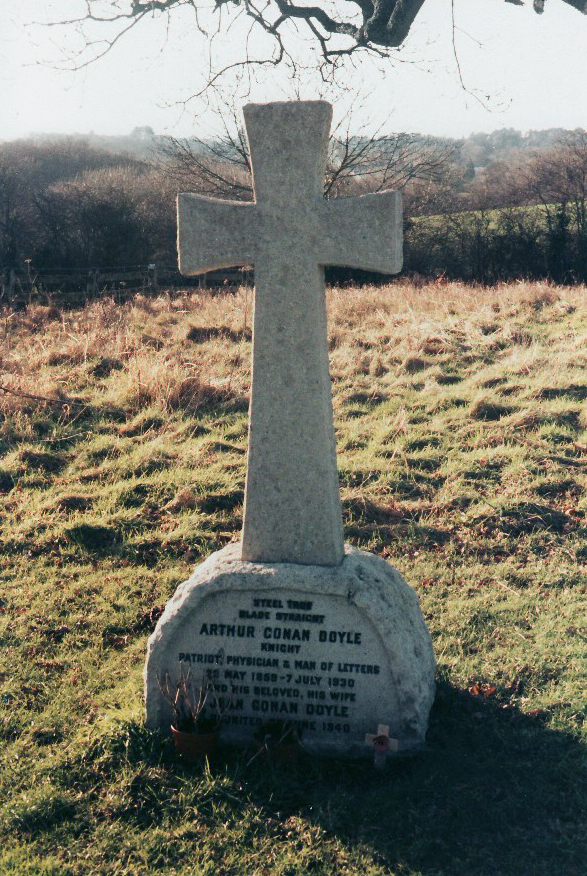
La tombe d'Arthur Conan Doyle.

## Personnalités liées
- Arthur Conan Doyle, l'auteur de Sherlock Holmes, est enterré dans le cimetière de l'église de Minstead.